# Catherine Corless
Catherine Corless (née Farrell; Tuam, 1954) és una historiadora irlandesa, coneguda pel seu treball en la recopilació d'informació sobre la mort dels nens a la Bon Secours Mother and Baby Home a Tuam, Galway. Després d'interessar-se per la història local assistint a un curs nocturn, Corless va decidir escriure un article sobre el Home inspirat en els seus propis records d'infància de la institució. Va passar el seu temps lliure buscant registres a biblioteques, esglésies i oficines del consell, després de la qual cosa va descobrir que 796 nens van morir a la llar i va identificar que hi havia certificats de defunció però no hi havia registres d'enterrament. Ha rebut diversos premis en reconeixement del seu treball, inclòs el Premi Persones de l'Any el 2018. Després de l'informe governamental de 2020 sobre morts i abusos a les cases de Mother and Baby, el taoisecah irlandès Micheál Martin va qualificar Corless de "croada incansable de la dignitat i la veritat".

## Investigació al Bon Secours Mother and Baby Home

### Investigació inicial
Després d'escriure un article per a la revista d'història local sobre els propietaris, els editors de la revista van quedar impressionats pel seu treball i li van preguntar si consideraria enviar un altre article. Els seus propis records de la llar dels nens, i assistir a l'escola amb nens de la llar, van despertar el seu interès pel tema. Corless ha relatat en diverses ocasions com se sent culpable d'un truc que una vegada li va fer a un dels nens de casa, copiant un company de classe embolicant una pedra amb un embolcall dolç i oferint-la a una noia que la va agafar, pensant que era una delícia.
Corless va trobar que s'havia escrit molt poc sobre la llar de la mare i el nadó, i que caldria una investigació extensa per al seu article. Va començar preguntant als habitants de la finca que han construït al lloc de la casa i li van mostrar el lloc d'una fossa comuna que els locals creuen que eren víctimes de la fam. A continuació, Corless va recórrer als mapes d'Ordnance Survey de la zona, que indicaven que el lloc de la tomba era una fossa sèptica el 1890. Va demanar informació al Bon Secours, però no li van proporcionar res d'utilitat. A continuació, Corless va obtenir certificats de defunció d'alguns dels nens de la llar i es va adonar que no hi havia cap indicació d'on havien estat enterrats els nens. Va escriure el seu article per a la revista local, cobrint tots els aspectes de la llar, i va fer la pregunta al final del seu article: els nens morts havien estat enterrats a les fosses sèptiques?
L'article no va guanyar l'atenció que Corless esperava de les autoritats i per això va investigar més sobre el nombre de nens que havien mort a la llar. Entre el 2011 i el 2013, amb el pagament de 4 euros per cada disc, va obtenir 798 actes de defunció de nens que van morir a la casa, però cap document d'enterrament.

### Covertura dels mitjans
Corless es va acostar inicialment als mitjans locals el 2013 sobre els resultats de les seves investigacions, amb l'objectiu de recaptar fons per a un memorial més gran al lloc, però només es va imprimir un petit article. Va seguir al febrer de 2014 amb una peça més a la Connacht Tribune, centrada de nou en la petició d'instal·lar una placa al lloc amb els noms dels nens que havien mort. Va continuar la seva investigació parlant amb diverses persones que havien nascut a la casa o pensaven que hi podien estar enterrats familiars.
La història va esclatar a nivell nacional l'any 2014, amb una cobertura de primera pàgina del Irish Mail on Sunday. Aleshores, Corless es va trobar rebent moltes peticions dels mitjans internacionals. Segons els informes, Corless va estar molesta per la naturalesa especulativa dels informes, incloent la suposició que tots els nens que van morir a casa havien ser enterrats a la fossa sèptica.
L'any 2017, una Comissió d'Investigació va concloure que les restes d'una estructura subterrània del lloc, que semblava haver estat una fossa sèptica, contenien restes de nadons que van morir durant el període en què estaven funcionant la casa de la mare i el nadó. Corless va fer diverses aparicions més als mitjans després d'aquest anunci. Va aparèixer a The Late Late Show el març de 2017 per parlar de la seva investigació. Va rebre una gran ovació del públic al final de la seva entrevista. També va aparèixer al programa de BBC Radio 4 Profile i després el 2018 a PM en un segment anomenat The Home Babies.
Corless va aparèixer al documental de RTÉ No Country for Women el 2018, presentant la història de Julia Carter Devaney que va passar els primers 45 anys de la seva vida a la casa de la mare i el nadó de Tuam. El juliol de 2018 va donar una conferència al Galway International Arts Festival.

### Crítica a Corless
Corless va rebre crítiques per la seva investigació. Ha afirmat que molts veïns van expressar que l'assumpte s'hauria d'haver deixat estar. També va afirmar que li havien dit que abandonés la seva investigació i, pel que fa als cossos, hauria de "deixar-los allà". La dona local Mary Moriarty també va informar d'haver escoltat els locals afirmant que l'assumpte s'hauria de deixar estar. Després que la història aparegués als mitjans nacionals, Corless ha declarat que la seu de Bon Secours a Cork la va contactar i li va dir que havia molestat a les germanes religioses grans i que la seva informació no era certa.
Després que la Comissió d'Investigació de Mother and Baby Homes va concloure que els cossos a la fossa comuna del lloc de la llar sí que dataven del moment en què la casa estava oberta i no eren víctimes de fam, es va informar àmpliament que Corless havia estat reivindicada per les conclusions. El seu marit va comentar que no s'havia adonat que hi havia tants dubtes sobre les conclusions de la investigació de Catherine Corless.

### Suport a l'exhumació
Corless ha fet diverses vegades declaracions a favor de l'exhumació de la fossa comuna de Tuam. El 2017, parlant després de rebre un Premi de Drets Humans pel seu treball, va dir: "L'ideal seria exhumar aquests cossos petits i només mostrar-los una mica de dignitat i reverència i potser tornar-los a enterrar al cementiri principal de Tuam, que només es troba a l'altra banda de la carretera." Va criticar el procés de consulta sobre el futur del lloc posat en marxa pel Consell del Comtat de Galway i va demanar al públic que mostrés una preferència per l'opció d'un examen forense complet, afirmant que això "portaria la justícia tant esperada a les famílies dels nadons enterrats en aquest dipòsit". Va tornar a plantejar el problema l'abril de 2018, després de rebre el premi a la Persona de l'Any. Corless, crítica amb el fet que els diners fos un factor en les possibles opcions futures per al lloc, va dir: "Hi ha alguns suggeriments per commemorar el lloc, però crec que és irrespectuós i inacceptable. Ara cal una exhumació completa. Hem de treure les restes d'aquests nens innocents –no és un lloc per a ells– i donar-los un enterrament respectuós. Formaria part del procés de curació de totes les famílies implicades. L'únic que atura una exhumació completa són els diners, i això no és prou bo."
Corless va rebutjar una invitació a una recepció per a la visita del papa Francesc a Irlanda i va assistir a una vigília que es va celebrar a la mateixa hora a la missa papal, afirmant que ella estava "posant-se amb els nadons". L'any 2020 va escriure a l'arquebisbe Jude Thaddeus Okolo, ambaixador del Papa a Irlanda, sobre el reinternament de les restes i va rebre una resposta que l'arquebisbe compartia les opinions de l'arquebisbe de Tuam, que es donaria a les restes una reinternació digna.

## Premis
Corless ha rebut una sèrie de premis en reconeixement de la seva investigació sobre el Bon Secours Mother and Baby Home. El 2017 va rebre el Premi Bar of Ireland Human Rights en reconeixement del "servei humanitari excepcional". En el seu discurs d'acceptació, va dir:
| «                   | (anglès) I couldn't get my mind around how the sisters could leave that home in 1961, close the gates when it closed down, with 796 children buried beneath in the tunnels in coffins, a lot of them in the sewage tank area as we now know. What kind of mentality would leave that place without acknowledging that so many burials were there, so many precious lives were lost? The ideal would be to exhume those little bodies and just show them some dignity and reverence and to perhaps reinter them in the main Tuam graveyard which is only across the road. Hopefully the commission of inquiry will give them [the survivors] justice. All they want is an apology and an acknowledgment of what happened to them and their mothers. My work campaigning on behalf of the survivors of mother and baby homes continues and I hope that this special award will give even more survivors the strength to come forward to tell their story. With each and every testimony, the truth is uncovered further and our campaign for justice to prevail is strengthened. I share this award with the all survivors - this is for them. | (català) No sabia com les germanes podien sortir d'aquella casa l'any 1961, tancar les portes quan es tanqués, amb 796 nens enterrats a sota als túnels en taüts, molts d'ells a la zona del dipòsit d'aigües residuals com ara sabem. Quina mena de mentalitat abandonaria aquell lloc sense reconèixer que hi havia tants enterraments, tantes vides precioses que es van perdre? L'ideal seria exhumar aquests cossos petits i només mostrar-los una mica de dignitat i reverència i potser reincloure'ls al cementiri principal de Tuam, que només es troba a l'altra banda de la carretera. Tant de bo la comissió d'investigació els doni justícia [als supervivents]. Tot el que volen és una disculpa i un reconeixement del que els va passar a ells i a les seves mares. El meu treball de camp en nom dels supervivents de les llars de mares i nadons continua i espero que aquest premi especial doni encara més als supervivents la força per presentar-se per explicar la seva història. Amb tots i cadascun dels testimonis, la veritat es descobreix encara més i s'enforteix la nostra campanya perquè prevalgui la justícia. Comparteixo aquest premi amb tots els supervivents; això és per a ells. | » |
| — Catherine Corless | | |   |

El mateix any va rebre un premi especial per a la recerca d'investigació al Premi Newsbrands Ireland de periodisme 2017.
Va ser nomenada una de les persones de l'any de Galway el febrer de 2018. L'abril de 2018, Corless va ser una dels guanyadors del premi The Rehab Group People of the Year. Va rebre una gran ovació a la cerimònia i va ser àmpliament elogiada a Twitter. El president d'Irlanda, Michael D. Higgins, va elogiar el treball de Catherine Corless mentre parlava al Galway International Arts Festival. De Corless, Higgens va dir: "Ella ha demostrat no només coratge i perseverança, sinó també un compromís notable per descobrir la veritat, la veritat històrica i la veritat moral. Tots en aquesta república tenim un deute de gratitud amb Catherine pel que va ser un acte extraordinari de virtut cívica".
L'octubre de 2018, Corless va rebre un doctorat honoris causa pel NUI Galway. En l'entrega del premi, la professora Caroline McGregor de l'Escola de Ciències Polítiques i Sociologia de la NUIG va dir que la investigació de Corless "tractava de tornar a subjectar els nens que havien mort i les seves famílies i parents perquè en el moment de la seva mort, eren tractats més com a objectes a disposar que com subjectes amb dret a la dignitat, la justícia i el respecte en la vida i en la mort. El seu treball no es centra només en aquells que van morir, sinó també en aquells que continuen vivint amb el dolor, el trauma i les ferides en el present."
Corless va rebre un títol honorífic del Trinity College de Dublín el desembre de 2018. El mateix dia, el Trinity Long Room Hub va acollir un esdeveniment, "En conversa amb Catherine Corless".
Corless va rebre un Doctorat Honoris Causa en Literatura per la University College Dublin el 4 de setembre de 2019, "Per als valors de la humanitat que Catherine exemplifica i per la diferència que ha fet al món".
La BBC la va incloure a la seva llista 100 Women BBC de 2021.

## Vida personal
Corless va néixer a Tuam i des de llavors viu a la zona. Es va casar amb el seu marit, Aidan Corless, el 1978. Va ser secretària en una fàbrica tèxtil abans de deixar la feina per ser mare a temps complet dels seus quatre fills. Va estudiar història local en un curs nocturn. Va descobrir que la seva mare era il·legítima, que no hi havia cap pare a la seva partida de naixement i que havia estat criada per famílies d'acollida.